# Robert Nathaniel Dett
Robert Nathaniel Dett (Drummondville, Ontario, Canadà, 11 de novembre de 1882 - 2 d'octubre de 1943) fou un compositor, pianista i organista estatunidenc.
Cursà els estudis musicals en els Conservatoris d'O. Willis, Halsted de Lockport, Columbia, Chicago i Harvard. Fou pianista a Nova York, i organista a Niagara Falls, director de música del Col·legi Lane de Jackson; de l'Institut Lincoln, de Jefferson, etc.
És autor de:
- Album of a Heart, versos (1911);
- Tha Magnolia Suite, per a piano;
- Liston to the Lambs, per a piano;
- In the Bottoms, per a piano;
- The Chariot, motets;
- Amèrica the Beautiful, per a cors;
- Enchantment Suite, peça per a piano.

Va guanyar els Cursà els estudis musicals en els Conservatoris d'O. Willis, Halsted de Lockport, Columbia, Chicago i Harvard. Fou pianista a Nova York, i organista a Niagara Falls, director de música del Col·legi Lane de Jackson; de l'Institut Lincoln, de Jefferson, etc.
Cursà els estudis musicals en els Conservatoris d'O. Willis, Halsted de Lockport, Columbia, Chicago i Harvard. Fou pianista a Nova York, i organista a Niagara Falls, director de música del Lane College de Jackson; de l'Institut Lincoln, de Jefferson, etc.

Va guanyar els premis Bowdoni, de Harvard (1920), per l'assaig The Emancipation of Negre Music, i el Francis Boott, pel seu motet Don't Be Weary-Traveler, el mateix any.